# Dritö
Dritö, också känt som Zhidoi, är ett härad i den autonoma prefekturen Yushu i Qinghai-provinsen i västra Kina.